# 刘文飞
刘文飞（1959年11月—），安徽六安人，俄罗斯文学翻译家，享受国务院特殊津贴专家，首都师范大学教授。

## 生平
刘文飞于1978年2月考入安徽师范大学外语系俄语专业，导师是力冈，1982年毕业并考入中国社会科学院研究生院，先后获硕士和博士学位。此后一直在中国社会科学院外国文学研究所任研究员、博士生导师。2015年调至首都师范大学，任北京斯拉夫语研究中心主任。

## 社会兼职
中国俄罗斯文学研究会会长，中国翻译家协会理事，中国外国文学学会理事，中国俄罗斯东欧中亚研究会副会长，中国作家协会会员。

## 奖项和荣誉

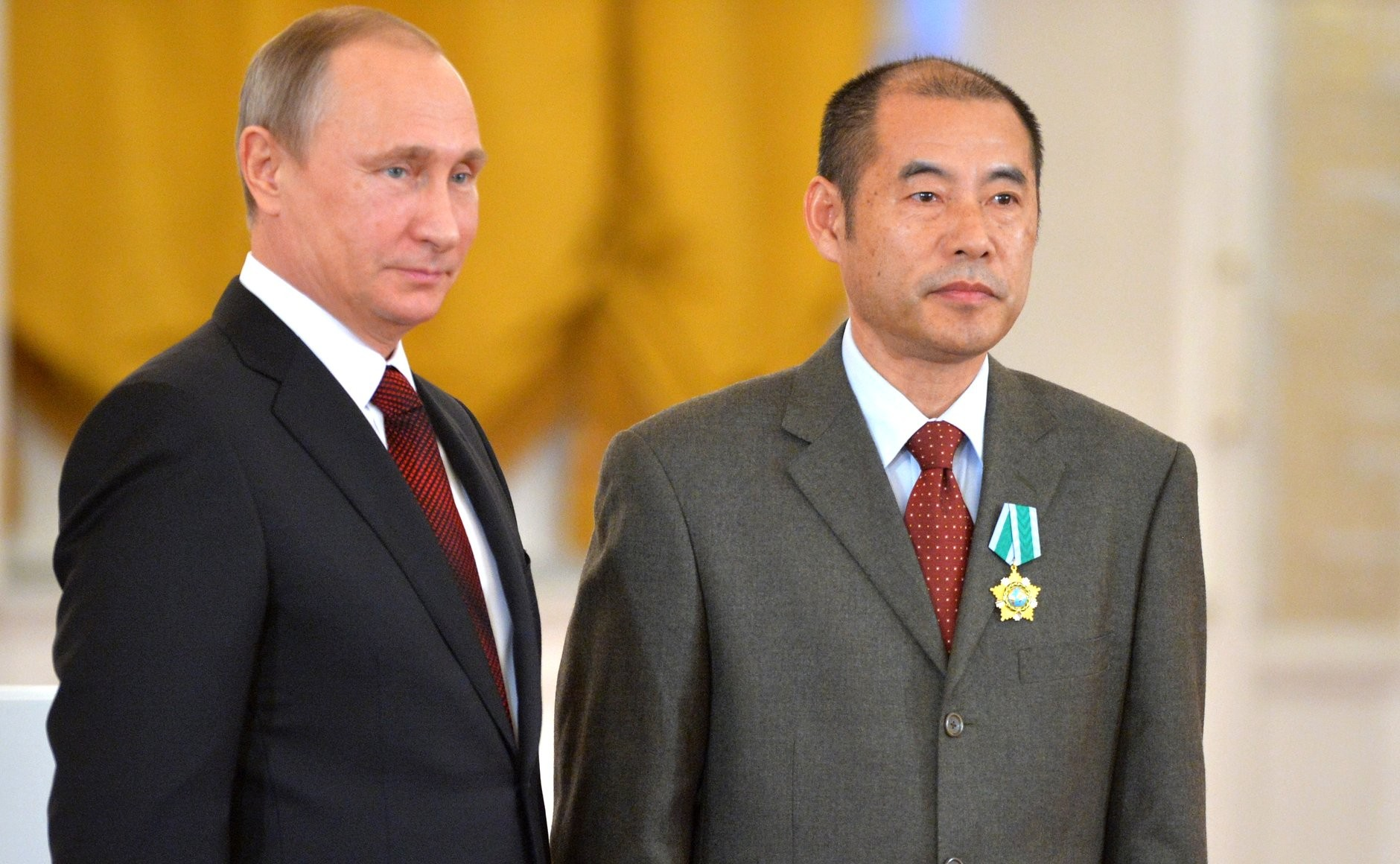
2015年11月，俄罗斯总统普京为刘文飞颁发友谊勋章

- 2012年，获俄罗斯“利哈乔夫院士奖”[5]
- 2014年，获“阅读俄罗斯”奖[6]
- 2015年，获“俄罗斯友谊勋章”[7]
- 2017年，获第三届袁可嘉诗歌奖·翻译奖[8]
- 2019年，获第十六届十月文学奖散文奖[9]
- 2025年，当选俄罗斯科学院外籍院士[10]

## 著作

### 专著
- 《二十世纪俄语诗史》（1996年，社会科学文献出版社）
- 《墙里墙外：俄语文学论集》（1997年，中央编译出版社）
- 《诗歌漂流瓶：布罗茨基与俄语诗歌传统》（1997年，浙江文艺出版社）
- 《红场漫步》（2000年，云南人民出版社）
- 《明亮的忧伤：重温俄罗斯》（2000年，东方出版中心）
- 《阅读普希金》（2002年，人民文学出版社）
- 《布罗茨基传》（2003年，新世界出版社）
- 《伊阿诺斯，或双头鹰》（2006年，中国社会科学出版社）
- 《别样的风景》（2008年，人民文学出版社）
- 《插图本俄国文学史》（2010年，北京大学出版社）
- 《普里什文面面观》（2012年，中国社会科学出版社）
- 《耶鲁笔记》（2013年，漓江出版社）
- 《文学的灯塔》（2015年，花城出版社）

### 译著
- 《哲学书简（俄语：Философические письма）》（〔俄〕恰达耶夫 著，1998年，作家出版社）
- 《时代的喧嚣：曼德里施塔姆文集》（〔俄〕曼德里施塔姆 著，1998年，云南人民出版社）
- 《箴言集》（〔俄〕恰达耶夫 著，1999年，云南人民出版社）
- 《文明的孩子》（〔美〕约瑟夫·布罗茨基 著，1999年，中央编译出版社）
- 《“百事”一代（英语：Generation "П"）》（〔俄〕维克多·佩列文 著，2001年，人民文学出版社）
- 《萨宁》（〔俄〕阿尔志跋绥夫 著，2002年，译林出版社）
- 《黑炸药先生（俄语：Господин Гексоген）》（〔俄〕亚·普罗哈诺夫（英语：Alexander Prokhanov） 著，2003年，人民文学出版社）
- 《普希金诗选》（〔俄〕亚历山大·普希金 著，2005年，中国书籍出版社）
- 《俄罗斯美女（英语：Russian Beauty）》（〔俄〕维克多·叶罗菲耶夫（英语：Viktor Yerofeyev） 著，2005年，译林出版社）
- 《上尉的女儿》（〔俄〕亚历山大·普希金 著，2006年，中国书籍出版社）
- 《三诗人书简》（〔俄〕鲍里斯·帕斯捷尔纳克/〔俄〕玛琳娜·茨维塔耶娃/〔奥〕莱内·马利亚·里尔克 著，2007年，中央编译出版社）
- 《布罗茨基传》（〔美〕列夫·洛谢夫（英语：Lev Loseff） 著，2009年，东方出版社）
- 《战争与和平》（〔俄〕列夫·托尔斯泰 著，2010年，光明日报出版社）
- 《抒情诗的呼吸》（〔俄〕帕斯捷尔纳克/〔俄〕茨维塔耶娃/〔奥〕里尔克 著，2011年，上海译文出版社）
- 《俄国文学史（上下卷）》（〔俄〕德·斯·米尔斯基（英语：D. S. Mirsky） 著，2013年，人民出版社）
- 《曼德施塔姆夫人回忆录》 （〔俄〕娜杰日达·曼德施塔姆 著，2013年，广西师范大学出版社）
- 《悲伤与理智》（〔美〕约瑟夫·布罗茨基 著，2015年，上海译文出版社）
- 《库什涅尔诗选》（〔俄〕亚历山大·库什涅尔（英语：Alexander Kushner） 著，2015年，青海人民出版社）
- 《同义反复》（〔俄〕德拉戈莫申科（英语：Arkadii Dragomoshchenko） 著，2017年，译林出版社）
- 《中国童话》（〔俄〕尼古拉·诺索夫 著，2018年，新星出版社）
- 《帕斯捷尔纳克的诗》（〔俄〕鲍里斯·帕斯捷尔纳克 著，2019年，商务印书馆）